# Ramal C30 del Ferrocarril Belgrano
El Ramal C30 pertenecía al Ferrocarril General Belgrano, Argentina.

## Ubicación
Se hallaba íntegramente en la provincia de Santiago del Estero, dentro del departamento General Taboada.

## Características
Era un ramal industrual de la red de trocha angosta del Ferrocarril General Belgrano, cuya extensión era de 27 km que partía desde el km 450,7 del Ramal C2 en la localidad de Los Juríes.